# Вели Млун
Вели Млун (итал. Milino Grande) је насељено место у континенталном делу Истарске жупаније у Републици Хрватској. Административно је у саставу Града Бузета.

## Историја
Многобројне археолошке ископине говоре о раној непрекидној настањености тог простора. У ископавасњима 1962. и 1963. ту је откривено гробље на редове, којим се користило мешано романско-словенско становништво током 12. и 13. века. На узвишењу северно од Велога Млуна налази се црквица св. Андрије. Изграђена је 1787. на месту раније која се помиње 1580., а обновљена је 1897.

## Становништво
Становништво се бави тадиционалном пољопривредом.
Према задњем попису становништва из 2001. године у насељу Вели Млун живело је 59 становника који су живели у 14 породичних домаћинстава.
Кретање броја становника по пописима 1857—2001.
| година пописа  | 1857. | 1869. | 1880. | 1890. | 1900. | 1910. | 1921. | 1931. | 1948. | 1953. | 1961. | 1971. | 1981. | 1991. | 2001. |
| бр. становника | 120   | 131   | 169   | 163   | 157   | 201   | 1.311 | 0     | 144   | 133   | 101   | 96    | 82    | 68    | 59    |

Напомена: У 1869. исказано под именом Млум, а од 1880. до 1910. под именом Вели Млум. У 1931. подаци су садржани у насељу Бузет. У 1857., 1869. и 1921. садржи податке за насеље Мали Млун. 